# Alice Roosevelt Longworth
Alice Roosevelt (født 12. februar 1884 i New York, død 20. februar 1980 i Washington, D.C.) var en amerikansk skribent og kolumnist. Hun var datter af Theodore Roosevelt (USA's 26. præsident) og Alice Hathaway Lee Roosevelt.
Hendes selvbiografi Crowded Hours blev en bestseller.

## Eksterne links
- Wikimedia Commons har flere filer relateret til Alice Roosevelt Longworth